# Punta de Gabarró
La Punta de Gabarró, Punta Gabarró o cim oriental de la Pica d'Estats, és un pic de 3.114,6 msnm situat al municipi d'Alins, a la Vall Ferrera, entre el Pallars Sobirà i l'Arieja, dins l'àrea protegida del Parc Natural de l'Alt Pirineu. Forma part del massís del Montcalm, on hi trobem altres pics que superen els 3.000 metres d'altitud.
Al cim hi ha un vèrtex geodèsic (referència 271065001 de l'Institut Cartogràfic de Catalunya).
El pic fou anomenat Punta Gabarró en homenatge a Pere Gabarró i Garcia, metge i excursionista català, autor de la via Gabarró (1934), una nova via d'accés a la Pica d'Estats pel crestall oriental.
Una de les possibles rutes parteix del refugi de Vallferrera seguint el torrent i l'estany d'Areste, continua cap a l'estany occidental de Canalbona i s'enfila a la Punta Gabarró. Des del cim es pot continuar grimpant, (dificultat AD-IIIº) baixant i pujant per la cresta, fins al cim de la Pica d'Estats (3.143m).